# Niklas Larsson (friidrottare)
Niklas Larsson, född 21 mars 1985, är en svensk friidrottare (främst kortdistans- och häcklöpning) tävlande för Hässelby SK. Förutom SM-guld på 400 meter häck år 2007 har han vunnit ett antal ytterligare SM-medaljer i denna gren samt i stafetter.
Vid U23-EM i Erfurt, Tyskland år 2005 sprang han långa stafetten tillsammans med Erik Lundvik, Andreas Mokdasi och Gustav Sewall, men de blev utslagna i försöken.
Vid U23-EM i Debrecen, Ungern år 2007 blev Niklas Larsson utslagen i försöken på 400 meter häck med tiden 52,67. Han deltog även tillsammans med Joni Jaako, Fredrik Johansson och Tor Pöllönen i det svenska långa stafettlaget som blev diskvalificerat i försöken.

## Personliga rekord
| Utomhus - 100 meter – 11,13 (Sundsvall 8 augusti 2010) - 100 meter – 10,93 (medvind 2,5 m/s) (Kalmar 16 juli 2008) - 200 meter – 21,77 (Göteborg 4 juli 2004) - 200 meter – 21,79 (Söderhamn 14 augusti 2005) - 400 meter – 47,44 (Malmö 2 augusti 2009) - 200 meter häck – 24,47 (Huddinge kommun 15 juni 2012) - 400 meter häck – 51,65 (Malmö 3 augusti 2009) | Inomhus - 60 meter – 7,22 (Stockholm 6 mars 2010) - 200 meter – 21,95 (Göteborg 13 februari 2010) - 400 meter – 48,70 (Sätra 28 februari 2010) - 400 meter – 48,80 (Göteborg 25 februari 2007) - 1 000 meter – 2:44,75 (Stockholm 7 mars 2010) - 60 meter häck – 9,02 (Sätra 7 mars 2010) - 300 meter häck – 37,50 (Tammerfors, Finland 5 februari 2011) - Höjdhopp – 1,65 (Sätra 6 mars) - Längdhopp – 6,31 (Sätra 6 mars) - Kula – 9,64 (Sätra 6 mars) - Sjukamp – 3 991 (Sätra 7 mars) |